# Devin Bowen
Devin Bowen (Newport Beach, 18 maggio 1972) è un ex tennista statunitense.

## Carriera
In carriera ha vinto 1 titolo di doppio. Nei tornei del Grande Slam ha ottenuto il suo miglior risultato raggiungendo i quarti di finale di doppio agli US Open nel 2001 e nel 2002.

## Statistiche

### Doppio

#### Vittorie (1)
| Numero | Anno | Torneo                 | Superficie  | Compagno      | Avversari in finale    | Punteggio |
| 1.     | 2003 | Dutch Open, Amersfoort | Terra rossa | Ashley Fisher | André Sá Chris Haggard | 6–0, 6–4  |